# Шаталова, Галина Сергеевна
Галина Сергеевна Шаталова (13 октября 1916, Ашхабад, Закаспийская область — 14 декабря 2011, Московская область) — советский нейрохирург, военный хирург, начальник Управления отбора и подготовки космонавтов, лауреат премии имени Бурденко (1951).

## Биография
Шаталова родилась 13 октября 1916 года. В 15 лет начала трудовую деятельность. Поступила в Ростовский медицинский институт, окончила его и была оставлена в ординатуре хирургической клиники того же института. В 1939 году с началом военных действий на Карельском перешейке была призвана в армию, где стала военным хирургом. Во Второй мировой войне участвовала с первого до последнего дня, будучи военным хирургом, заведующей отделением госпиталя. После войны работала нейрохирургом в Центральном институте нейрохирургии АН СССР. «Она напрямую отвечала потребностям послевоенного времени: таких несчастных (с) тяжелыми ранениями головы было много. Пластика дефектов твердой мозговой оболочки продлила жизнь тысячам ветеранов».
В 60-е годы работала в Институте космических исследований АН СССР заведующей сектором отбора и подготовки космонавтов. Организатор и участница успешных экстремальных многодневных походов в Каракумах, на Алтае, Тянь-Шане и Памире. Преподаватель здорового образа жизни, автор «Системы естественного oздоровления».

## Работы
Она была автором многих книг и большого количества публикаций, включая:
- «A System for all Systems.» Soviet Life, Issues 1-6, pg.30-33, 1989.[2] Soviet Life, Issues 1-6, pg.30-33, 1989.
- We eat ourselves to death: The revolutionary concept of a Russian Doctor for a long life with optimum health. Goldmann, 2002, Goldmann, ISBN 3-442-14222-9.
- Healing nutrition: An energetic food and herbology for true health. Goldmann, 2006, ISBN 3-442-21745-8.
- Philosophy of health. Goldmann, 2009, ISBN 978-3-442-21860-8.
- «Наука и Жизнь» Выпуск 12, 1979.